# Arrhenocnemis amphidactylis
Arrhenocnemis amphidactylis är en trollsländeart som beskrevs av Maurits Anne Lieftinck 1949. Arrhenocnemis amphidactylis ingår i släktet Arrhenocnemis och familjen Megapodagrionidae. IUCN kategoriserar arten globalt som otillräckligt studerad. Inga underarter finns listade i Catalogue of Life.